# Warriors Two
Pour plus de détails, voir Fiche technique et Distribution.
Warriors Two (赞先生与找钱华, Zàn Xiān Sheng Yǔ Zhǎo Qián Huá) est un film hongkongais réalisé par Sammo Hung, sorti en 1978.

## Synopsis
L'homme d'affaires Mo complote pour régner sur la ville. M. Tsang, docteur et maître de Wing Chun, en est informé et essaye de contrecarrer ses projets avec l'aide de Fei Chun, un de ses élèves.

## Fiche technique
- Titre : Warriors Two
- Titre original : Zan xian sheng yu zhao qian Hua
- Réalisation : Sammo Hung
- Scénario : Sammo Hung
- Pays de production : Hong Kong
- Format : Couleurs - 2,35:1 - Mono - 35 mm
- Genre : Action
- Durée : 95 minutes
- Date de sortie :
  - Hong Kong: 28 décembre 1978

## Distribution
- Leung Kar-yan (VF : Jean-Philippe Puymartin) : M. Tsang
- Sammo Hung (VF : Christophe Lemoine) : Fei Chun
- Fung Hark-on : Mo
- Casanova Wong : Hua
- Dean Shek (VF : Patrice Dozier) : Chiu
- Lung Chan : Conman
- Fat Chung : vagabond
- Lam Ching-ying : épéiste
- Lee Hoi-sang : Ya Chao
- Liu Chia-yung :
- Eric Tsang
- Billy Chan